# Güsseldorf
Güsseldorf (fränkisch: Gissldoaf) ist ein Gemeindeteil der Stadt Spalt im Landkreis Roth (Mittelfranken, Bayern). Güsseldorf liegt in der Gemarkung Mosbach.

## Geografische Lage
Das Dorf befindet sich am Fuß des Hagenbergs (476 m ü. NHN), der sich südwestlich des Ortes erhebt. Im Nordwesten liegt das Waldgebiet Winkel, im Nordosten Am Bergel und im Südosten Bei den Sieben Brunnen. Die Kreisstraße RH 6 führt nach Spalt zur Staatsstraße 2223 (2,3 km südwestlich) bzw. nach Mosbach (2 km östlich). Eine Gemeindeverbindungsstraße führt nach Massendorf zur Kreisstraße RH 39 (1,2 km nordwestlich).

## Geschichte
Der Ort wurde 1294 als „Tvostingsdorf“ erstmals urkundlich erwähnt, als der Eichstätter Bischof Reinboto von Meilenhart vom Regensburger Bischof Heinrich II. von Rotteneck u. a. die Vogtei über dieses Dorf eintauschte. Zuvor hatte die Burggrafschaft Nürnberg diese Orte vom Regensburger Bischof zu Lehen bekommen. 1384 wurde der Ort als „Gussingsdorf“ erwähnt, 1669 als „Gißeldorf“.
Im Salbuch für das Hochstift Eichstätt, das 1407 aufgestellt wurde, gab es in Güsseldorf 9 Anwesen, die eichstättisch waren. Im Jahre 1671 gab es im Ort 7 Anwesen, von denen 4 dem Kastenamt Spalt, 2 dem Spitalamt Heilig Geist der Reichsstadt Nürnberg und 1 Anwesen dem Vogtamt Absberg des Deutschen Ordens unterstanden.
Gegen Ende des 18. Jahrhunderts gab es in Güsseldorf 7 Anwesen und ein Gemeindehirtenhaus. Das Hochgericht übte das eichstättische Pflegamt Wernfels-Spalt aus. Die Dorf- und Gemeindeherrschaft hatte das Kastenamt Spalt. Grundherren waren das Kastenamt Spalt (2 Ganzhöfe, 2 Halbhöfe), das Spitalamt Heilig Geist der Reichsstadt Nürnberg (1 Köblergut) und das Vogtamt Absberg des Deutschen Ordens (1 Gütlein).
Im Rahmen des Gemeindeedikts wurde Güsseldorf dem 1808 gebildeten Steuerdistrikt Mosbach und der 1811 gegründeten Ruralgemeinde Mosbach zugeordnet. Im Zuge der Gebietsreform in Bayern wurde diese am 1. Mai 1978 nach Spalt eingemeindet.

### Baudenkmäler
In Güsseldorf gibt es drei Baudenkmäler:
- Haus Nr. 11⁄2: Wegkreuz
- Haus Nr. 12: Hopfenbauernhaus mit Scheune
- Wegkapelle

### Einwohnerentwicklung
| Jahr      | 001818 | 001840 | 001861 | 001871 | 001885 | 001900 | 001925 | 001950 | 001961 | 001970 | 001987 | 002015 | 002023 |
| Einwohner | 55     | 68     | 62     | 64     | 89     | 59     | 69     | 82     | 63     | 63     | 63     | 66     | 63     |
| Häuser    | 10     | 10     |        |        | 15     | 15     | 13     | 14     | 13     |        | 13     |        |        |
| Quelle    | [ 16 ] | [ 17 ] | [ 18 ] | [ 19 ] | [ 20 ] | [ 21 ] | [ 22 ] | [ 23 ] | [ 24 ] | [ 25 ] | [ 26 ] | [ 1 ]  | [ 1 ]  |

## Religion
Der Ort ist römisch-katholisch geprägt und bis heute nach St. Emmeram (Spalt) gepfarrt. Die Einwohner evangelisch-lutherischer Konfession sind nach St. Christophorus (Spalt) gepfarrt.